# فاطمه آمینه برازجانی
فاطمه آمینه برازجانی ( زادهٔ ۳ ژوئن ۱۹۹۷) بازیکن فوتبال اهل ایران است.
از باشگاه‌هایی که در آن بازی کرده‌است می‌توان به باشگاه فوتبال زنان شهرداری سیرجان اشاره کرد. وی همچنین در تیم‌های ملی فوتبال زنان ایران بازی کرده‌است.

## زندگی
«در تمام کشور می‌بایست به بانوان ورزشکار خصوصاً فوتبال توجه ویژه‌ای شود.»

-فاطمه آمینه برازجانی
فاطمه امینه برازجانی متولد 13 خرداد 1376 در برازجان فوتبالیست است.

## حرفه
تحصیل کرده رشته کامپیوتر در هنرستان می باشد که  ورزش را با فوتسال آغاز کرده و در 12 سالگی به فوتبال روی آورده و هم اکنون در پست مدافع بازی می کند.

### ملی
وی در تیم ملی با شماره پیراهن ۲ به عنوان مدافع تیم ملی بازی می‌کند.
در آخرین بازی از تورنمنت فوتبال آسیای مرکزی (کافا) تیم دختران زیر ۲۳ سال ایران مقابل افغانستان قرار گرفت و با برتری ۷ بر صفر نایب قهرمان شد. تیم ملی فوتبال زنان ایران در دور سوم مرحله گروهی مسابقات مقدماتی المپیک ۲۰۲۰ توکیو از تیم چین تایپه شکست خورد و از راهیابی به دور بعدی مسابقات بازماند. تیم ملی فوتبال زنان ایران به سرمربیگری مریم آزمون امروز با ترکیب زیر به میدان رفت و با ۳ امتیاز بعد از فیلیپین در جایگاه سوم قرار گرفت.

### باشگاهی
برازجانی در باشگاه فوتبال زنان شهرداری سیرجان در پست مدافع با شماره پیراهن ۱۱ حضور دارد.